# 新蒙索和福库济
新蒙索和福库济（法語：Monceau-le-Neuf-et-Faucouzy，法語發音：[mɔ̃so lə nœf e fokuzi]）是法国上法蘭西大區埃纳省的一个市镇，属于韦尔万区。

## 地理
新蒙索和福库济（49°46'11"N, 3°36'57"E）面积19.72 平方千米，位于法国上法蘭西大區埃纳省，该省份为法国北部内陆省份，北起北部省，西接索姆省和瓦兹省，东临阿登省和马恩省，西南至塞纳-马恩省，东北部与比利时接壤。
与新蒙索和福库济接壤的市镇（或旧市镇、城区）包括：布瓦莱帕尔尼、舍夫勒西-蒙索、勒埃里拉维耶维尔、乌塞、朗迪费和贝泰涅蒙、帕尔珀维尔、松和龙谢尔。

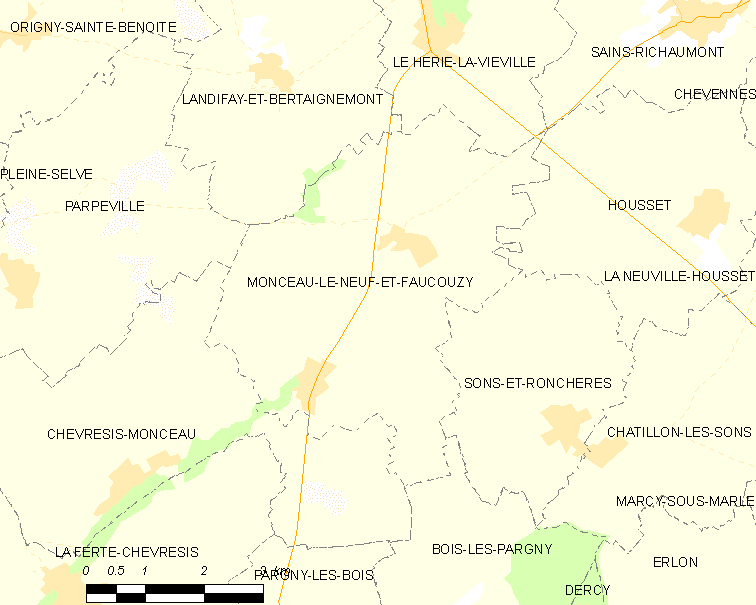
新蒙索和福库济的OSM定位图

新蒙索和福库济的时区为UTC+01:00、UTC+02:00（夏令时）。

## 行政
新蒙索和福库济的邮政编码为02270，INSEE市镇编码为02491。

## 政治
新蒙索和福库济所属的省级选区为马尔勒县。

## 人口

1962-2008年间新蒙索和福库济人口变化图示

新蒙索和福库济于2022年1月1日时的人口数量为321人。